# Caramany
Caramany en francés y oficialmente, en algunos mapas escrito Caramaing,  Carmanh en occitano, es una pequeña localidad y comuna francesa, situada en el departamento de Pirineos Orientales, región de Languedoc-Rosellón e histórica de Fenolleda. 
Sus habitantes reciben el gentilicio en francés de Carmagnols, Carmagnoles

## Geografía

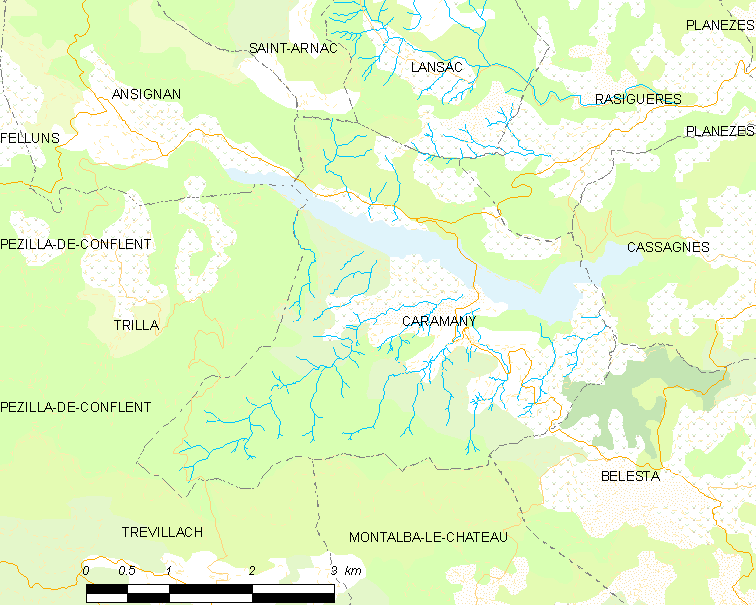
Situación de Caramany

## Etimología
El topónimo proviene presuntamente de los vocablos en latín de ker (roca) y magna (grande)

## Demografía
| 293 | 241 | 216 | 170 | 165 |
| Para los censos de 1962 a 1999 la población legal corresponde a la población sin duplicidades (Fuente: INSEE [Consultar]) |     |     |     |     |

## Lugares de interés
- El lago o pantano de Caramany
- La iglesia de la localidad
- La vila antigua